# 1917
|  | Aquest article tracta sobre l'any. Vegeu-ne altres significats a «1917 (pel·lícula)». |

## Esdeveniments
Països Catalans
- Gener, Andorra: Apareix el primer número de Les Valls d'Andorra, publicació periòdica de caràcter generalista, considerada com la primera publicació en sèrie estrictament andorrana.
- 2 de gener, Artés: Avalot dels Burots.[1]
- 4 de gener: Palma: S'inicia la segona etapa del setmanari La Veu de Mallorca, de contingut cultural i polític, d'influència noucentista.[2]
- 17 de març, Barcelona, apareix a la venda el primer número de la revista d'historietes il·lustrades TBO.
- 12 de maig, Barcelona: S'estrena al Teatre Victòria la versió teatral de L'auca del senyor Esteve, feta pel mateix Santiago Rusiñol.[3]
- 13 d'agost, Barcelona: Declaració de vaga general, convocada per la CNT i la UGT. A Barcelona i a Sabadell hi va haver morts i ferits.[4]
- 14 d'octubre, Barcelona: S'inaugura el monument a la pintora Pepita Texidor al Parc de la Ciutadella, primer monument que la ciutat dedicava a una dona per la seva professió.[5]
- 10 de desembre, Barcelona: primer número de la revista "Economia i Finances" dirigida per Miquel Vidal i Guardiola.[4]

- Josep Puig i Cadafalch esdevé president de la Mancomunitat de Catalunya.

Resta del món
- 5 de febrer, Mèxic: s'hi proclama la Constitució de 1917.
- 13 de febrer, París, França: el servei d'espionatge francès deté Mata-Hari en un hotel de la ciutat.
- 5 de març, Estats Units: segona investidura de Woodrow Wilson com a president dels Estats Units.

- 6 d'abril: els Estats Units declaren formalment la guerra a l'Imperi Alemany intervenint en la Primera Guerra Mundial.
- 23 de març, Imperi Rus: el govern reformista d'Aleksandr Kérenski aboleix la pena de mort; serà restablerta per l'URSS després del desencadenament de la Guerra Civil Russa.[6]
- 31 de juliol, Passendale: Inici de la batalla de Passendale o Tercera batalla d'Ieper, va ser una batalla de la Primera Guerra Mundial, que va enfrontar als britànics i els seus Aliatscontra l'Imperi alemany.[7]
- 25 d'octubre, Irlanda: elegeixen Eamon de Valera president del Sinn Féin.
- 2 de novembre, Londres: el ministre Balfour pública la declaració que proclama el suport britànic als assentaments jueus al Mandat Britànic de Palestina (sionisme).
- 7 de novembre, Imperi Rus: hi comença la Revolució Russa.[7]
- 9 de novembre, Kobarid, Eslovènia: Final de la batalla de Caporetto o la 12a batalla de l'Isonzo, també coneguda com a batalla de Karfreit pels Imperis Centrals, durant la Primera Guerra Mundial.[7]
- 6 de desembre, Finlàndia declara la seva independència de l'Imperi Rus[7]

### Premis Nobel
| Camp                  | Guardonats                                   |
| --------------------- | -------------------------------------------- |
| Física                | - Charles Glover Barkla                      |
| Química               | No atorgat                                   |
| Medicina o Fisiologia | No atorgat                                   |
| Literatura            | - Karl Adolph Gjellerup - Henrik Pontoppidan |
| Pau                   | - Comitè Internacional de la Creu Roja       |

## Naixements
Països Catalans
- 10 de gener, Lleida: Carmina Pleyan i Cerdà, lingüista catalana (m. 2011).[8]
- 23 de gener, Llorca: Encarnación Hernández, pionera del bàsquet femení com a jugadora, entrenadora, àrbitra i fundadora d'equips.[9]
- 31 de gener, Lleida: Pepita Reimundi, mestra i pedagoga socialista catalana (m. 2009).[10]
- 1 de febrer
  - Barcelona: José Luis Sampedro, escriptor, humanista i economista espanyol (m. 2013).
  - Vallibona, els Ports: Florencio Pla Meseguer, la Pastora, maqui valencià (m. 2004).
- 2 de febrer - 
  - Saix, Alt Vinalopó: Alberto Sols García, bioquímic valencià gran especialista en biologia molecular (m. 1989).
  - Cornellana, nucli del municipi de la Vansa i Fórnols, Alt Urgell: Càndida Majoral i Majoral, trementinaire (m. 2018).[11]
- 5 de febrer - Sabadell: Joan Argemí i Fontanet, pediatre sabadellenc.
- 14 de febrer - Borriana, Plana Baixa: Assumpta González i Cubertorer, escriptora teatral valenciana (m. 2003).[12]
- 16 de març - Òdena, Anoia: Josep Romeu i Figueras, poeta i crític literari català (m. 2004).
- 17 de març - Barcelona: Núria Llimona i Raymat, pintora catalana (m. 2011).[13]
- 25 de març - Igualada: Maria del Rio i Montfort, professora de música, directora de coral i compositora igualadina (m. 2006).[14]
- 2 d'abril - L'Espluga de Francolí: Ramon Muntanyola i Llorach, prevere i poeta català (m. 1973).[15]
- 21 d'abril - Barcelona: Josep Palau i Fabre, polifacètic autor i crític d'art, un dels màxims especialistes en l'obra de Picasso (m. 2008).[16]
- 15 de maig - Barcelona: Elvira Elias i Cornet, il·lustradora i escriptora de llibres infantils i cançoners (m. 2016).[17]
- 21 de maig - El Vilar de Cabó (Alt Urgell): Cebrià Baraut i Obiols, (m. 2003) historiador i monjo benedictí.[18]
- 29 de maig - Barcelona: Antònia Fontanillas Borràs, militant anarcosindicalista i lluitadora antifranquista catalana, morta a l'exili (m. 2014).[19]
- 30 de juny - Brooklyn, Nova York: Lena Horne, cantant de jazz, cançó popular i actriu de pel·lícules musicals (m. 2010).[20]
- 1 de juliol - Parkersburg, Virgínia Occidental: Dorothy Maharam, matemàtica estatunidenca que va fer contribucions importants a la teoria de la mesura (m. 2014).[21]
- 10 de juliol - Barcelona: Joan Capri, actor i humorista català (m. 2000).
- 1 de setembre - Girona, Gironès: Josep Viader i Moliner, músic, compositor, instrumentista i pedagog català (m. 2012).[22]
- 27 d'octubre - Badalona: Maria Escrihuela i Giró, poetessa i locutora de ràdio badalonina (m. 2017).[23]
- 24 de novembre - 
  - Gijón: Otilia Castellví, modista, militant del POUM i compromesa amb la República (m. 2001).[24]
  - Barcelona: Rosa Galcerán i Vilanova, dibuixant, historietista, animadora i publicista catalana.[25]
- 10 de desembre - Barcelona: Carme Soriano i Tresserra, nedadora catalana, molt popular als anys trenta.[26]
- 3 de desembre - València: Angelina Alòs i Tormo, ceramista catalana (m. 1997).[27]
- 31 de desembre - Darnius, Empordà: Josep Maria Gironella i Pous, escriptor català en llengua castellana (m. 2003).

Resta del món
- 1 de gener, Viena: Erwin Axer, director de teatre escriptor i professor universitari polonès.
- 8 de gener, Tiumén, Rússia: Sylvia Agnes Sophia Tait, bioquímica i endocrinòloga anglesa que descobrí l'hormona aldosterona (m. 2003).[28]
- 25 de gener, Moscou, URSS: Ilià Prigogin, químic belga d'origen soviètic, Premi Nobel de Química 1977 (m. 2003).
- 4 de febrer, 
  - Sharabas, Egipte: Abd-ar-Rahman Badawí, existencialista, professor de filosofia, escriptor i poeta egipci.
  - Fuentidueña de Tajo, Madrid: Elena Soriano, escriptora espanyola, fundadora i directora de la revista El Urogallo (m. 1996).[29]
- 6 de febrer, Marsella: Éliane Plewman, agent francesa del servei secret britànic durant la Segona Guerra Mundial (m. 1944).[30]
- 10 de febrer, Bogotá: Elvira Dávila Ortiz, infermera colombiana, pionera de la infermeria i la transfusió de sang a Iberoamèrica (m. 2008).[31]
- 14 de febrer, Nova York, EUA: Herbert A. Hauptman, matemàtic nord-americà, Premi Nobel de Química de l'any 1985 (m. 2011).
- 6 de març, Brooklyn (Nova York, EUA): Will Eisner, dibuixant i guionista de còmics estatunidenc (m. 2005)[32]
- 7 de març, Brihuega: Tomasa Cuevas, militant comunista espanyola; recollí el testimoni de les dones a les presons franquistes.[33]
- 24 de març, Oxford, Anglaterra: John Kendrew, químic anglès, Premi Nobel de Química 1962 (m. 1997).
- 30 de març, Makíïvkaː Els Aarne, compositora, pianista i professora de música estoniana (m. 1995).[34]
- 6 d'abril, Lancashire, Anglaterra: Leonora Carrington, pintora, escultora, escriptora, dramaturga i escenògrafa surrealista (m. 2011).[35]
- 10 d'abril, Boston, Massachusetts, EUA: Robert Burns Woodward, químic nord-americà, Premi Nobel de Química de l'any 1965 (m. 1979).[36]
- 16 d'abril, Berlín: Charlotte Salomon, pintora alemanya d'origen jueu (m. Auschwitz, 1943).[37]
- 21 d'abril, Madrid: Maria Isbert, actriu espanyola (m. 2011).[38]
- 25 d'abril, Newport News, Virgínia: Ella Fitzgerald, cantant nord-americana de jazz (m. 1996).[39]
- 26 d'abril, Canton: Ieoh Ming Pei, arquitecte estatunidenc d'origen xinès (m. 2019).[40]
- 29 d'abril, Kíiv, Ucraïna: Maya Deren, una de les principals realitzadores del cinema experimental nord-americà dels anys 40 (m. 1961).[41]
- 1 de maig, Bordeus (França): Danielle Darrieux, actriu francesa i cantant francesa de llarga trajectòria.[42]
- 16 de maig, Sayula, Mèxic: Juan Rulfo, escriptor mexicà (m. 1986).[43]
- 29 de maig, Brookline (Massachusetts), EUA: John Fitzgerald Kennedy, polític estatunidenc, 35è president dels Estats Units, 1961-1963) (m. 1963).[44]
- 1 de juny, Taunton (Massachusetts), EUA: William Standish Knowles, Premi Nobel de Química de l'any 2001 (m. 2012).[45]
- 4 de juny, Nova York (EUA): Robert Merrill, baríton novaiorquès (m. 2004).[46]
- 7 de juny, Topeka: Gwendolyn Brooks, escriptora i professora estatunidenca, guanyadora del Premi Pulitzer (m. 2000).[47]
- 15 de juny, Nova York, EUA: John Fenn, químic nord-americà, Premi Nobel de Química de l'any 2002 (m. 2010)[48]
- 16 de juny, Nova York: Katharine Graham, editora periodística nord-americana, propietària i editora de The Washington Post (m. 2001).[49]
- 22 de juny, París (França): Jean Hubeau, pianista, compositor i pedagog francès (m. 1992).
- 24 de juny, Londres: Joan Clarke, criptoanalista i numismàtica anglesa; treballà a Bletchley Park durant la 2a Guerra Mundial (m. 1996).[50]
- 25 de juny, La Corunya: Joaquina Dorado Pita, activista anarco-sindicalista, republicana i antifranquista (m. 2017).[51]
- 30 de juny, Brooklyn, Nova York: Susan Hayward, llegendària actriu nord-americana (m. 1975).[52]
- 12 de juliol: Andrew Wyeth, pintor estatunidenc d'estil realista.
- 17 de juliol, París (França): Christiane Rochefort, escriptora francesa, Premi Médicis de l'any 1988 (m. 1998).[53]
- 28 de juliol, Madrid, Espanya: Gloria Fuertes, poeta espanyola, coneguda per les seves obres per a nens (m. 1998).[54]
- 15 d'agost, Ciudad Barrios, San Miguel (El Salvador): Óscar Romero, arquebisbe de San Salvador, assassinat el 2008.
- 21 d'agost, Moscou, URSS: Leonid Hurwicz, economista estatunidenc d'origen polonès, Premi Nobel d'Economia de l'any 2007 (m. 2008).[55]
- 22 d'agost - Clarksdale, Mississipi: John Lee Hooker, cantant i guitarrista de blues estatunidenc (m. 2001).[56]
- 28 d'agost, Nova York (EUA): Jack Kirby, dibuixant de còmics, cocreador de personatges com Els Quatre Fantàstics, Capità Amèrica o Thor (Marvel) (m. 1994).
- 30 d'agost: Günther Degen, Hauptsturmführer
- 4 de setembre, Detroit, Michigan (EUA): Henry Ford II, empresari estatunidenc (m. 1987).[57]
- 7 de setembre, Sydney, Austràlia: John Cornforth, químic australià, Premi Nobel de Química de l'any 1975 (m. 2013).[58]
- 11 de setembre, Sarrat, Ilocos Norte, Filipines: Ferdinand Marcos, dictador i president de les Filipines (1965-1986) (m. 1989).[59]
- 15 de setembre - Viena: Hilde Gueden, soprano austríaca una de les més apreciades intèrprets de Strauss i Mozart (m. 1988).
- 22 de setembre: Janez Gradišnik, escriptor i traductor eslovè.[60]
- 2 d'octubre, Thames-Ditton, Surrey, Anglaterra: Christian de Duve, bioquímic belga, Premi Nobel de Medicina o Fisiologia de l'any 1974 (m. 2013).[61]
- 5 d'octubre, Debrecen, Hongria: Magda Szabó, escriptora hongaresa, una de les millors novel·listes en llengua hongaresa (m. 2007).[62]
- 8 d'octubre, Newton-le-Willows, Anglaterra: Rodney Robert Porter, bioquímic anglès, Premi Nobel de Medicina o Fisiologia de l'any 1972 (m. 1985).
- 10 d'octubre, Rocky Mount, Carolina del Nord, (EUA): Thelonious Monk, pianista de jazz i compositor estatunidenc.(m. 1982).[63]
- 15 d'octubre - Fort Wayne, Indiana: Marion Donovan, empresària nord-americana, inventora del bolquer a prova d'aigua.[64]
- 20 d'octubre, Berlín, Imperi Alemany: Stéphane Hessel, diplomàtic, ambaixador i membre de la resistència francesa i un dels redactors de la Declaració Universal dels Drets Humans de 1948. L'any 2010 va publicar un petit assaig titulat Indigneu-vos! que ràpidament es va convertir en un gran èxit de vendes i en llibre de capçalera del moviment dels Indignats (m. 2013).[65]
- 22 d'octubre, Tòquio: Joan Fontaine, actriu britànica, naturalitzada estatunidenca (m. 2013).[66]
- 11 de novembre, Madrid, Espanya: Manuel Alejandre Abarca, actor espanyol. (m. 2010).
- 19 de novembre, Allahabad (Índia): Indira Gandhi, política índia (m. 1984).[7]
- 22 de novembre, Londres, Anglaterra: Andrew Huxley, metge i biofísic, Premi Nobel de Medicina o Fisiologia de l'any 1963 (m. 2012).
- 9 de desembre, Council, Idaho, EUA: James Rainwater, físic nord-americà, Premi Nobel de Física de l'any 1975 (m. 1986).
- 16 de desembre, Minehead, Somerset, Anglaterra: Arthur C. Clarke, autor de la novel·la en què s'inspirà la pel·lícula 2001: una odissea de l'espai (m. 2008).
- 21 de desembre, Colònia, Imperi Alemany: Heinrich Böll, escriptor alemany, Premi Nobel de Literatura de l'any 1972 (m. 1985).[67]

- Dubrovnik: Neda Božinović, antimilitarista.
- Vilches: Manuel Torres Hervás, militar republicà.

## Necrològiques
Països Catalans
- 21 de gener - Alberic (Ribera Alta): Francesc Badenes i Dalmau, poeta valencià (n. 1859).
- 1 d'agost - Castellterçol: Enric Prat de la Riba, primer president de la Mancomunitat de Catalunya (n. 1870).[68]
- 2 d'agost - Barcelona: Eduard Calvet i Pintó, empresari i polític català (n. 1875).[69]
- 11 de setembre - Barcelona: Antoni Feliu i Codina, periodista i polític català (n. 1846).
- 15 de desembre - Barcelona: Teresa Guasch i Toda, fundadora, juntament amb Teresa Toda i Juncosa, de la congregació de les Germanes Carmelites Tereses de Sant Josep.

Resta del món
- 17 de març - Zúric (Imperi Alemany): Franz Brentano, filòsof alemany (n. 1838).
- 31 de març - Marburg an der Lahn, Imperi Alemany: Emil Adolf von Behring, Premi Nobel de Medicina o Fisiologia 1901 (n. 1854).
- 1 d'abril - Manhattan, Nova York, Estats Units: Scott Joplin, compositor i pianista nord-americà.[70]
- 14 d'abril - Varsòvia, Polònia: Ludwik Lejzer Zamenhof, físic polonès, creador de l'idioma esperanto (n. 1859).[71]
- 20 d'abril - Milà: Romilda Pantaleoni, soprano italiana de prolífica carrera operística a finals del segle xix (n. 1847).[72]
- 23 de maig - Alger, Colònia algeriana de França: Ranavalona III, darrerea reina de Madagascar (n. 1861).[73]
- 29 de maig, Estocolm: Carl Yngve Sahlin, filòsof suec.
- 19 de juny - Estocolmː Wilhelmina Lagerholm, pintora sueca i una de les primeres fotògrafes professionals del país (n. 1826).[74]
- 27 de juny - París: Blai Maria Colomer, compositor, pianista i professor de música valencià estabert a París (n. 1833).[75]
- 1 de juliol, Berlín: Julius Falkenstein, metge i explorador
- 27 de juliol - Berna (Suïssa): Emile Theodor Kocher, cirurgià suís, Premi Nobel de Medicina o Fisiologia de 1909 (n. 1841).[76]
- 8 d'agost - Cento: Maria Majocchi, coneguda també com a Jolanda, escriptora i periodista italiana (n. 1864).[77]
- 13 d'agost - Múnic, Imperi Alemany: Eduard Buchner, químic alemany, Premi Nobel de Química de 1907 (n. 1860).[78]
- 20 d'agost - Starnberg (Imperi austrohongarès): Adolf von Baeyer, físic i químic alemany, Premi Nobel de Química de 1905 (n. 1835).[79]
- 11 de setembre - Madrid: Fanny Garrido, escriptora gallega, traductora, acadèmica i activista cultural (n. 1842).[80]
- 15 d'octubre - Vincennes, França: Mata Hari, ballarina i espia d'origen neerlandès.[81]
- 11 de novembre, Hawaii: Lili'uokalani, última monarca del Regne de Hawaii (n. 1838).[82]
- 17 de novembre - París (França): Auguste Rodin, escultor francès (n. 1840).
- 17 de desembre - Aldeburgh (Suffolk), Anglaterra: Elizabeth Garrett Anderson, primera metgessa anglesa britànica (n. 1836).[83]
- 20 de desembre - 2017 - París: Annie Goetzinger, dibuixant de còmic francesa (n. 1951).[84]